# Sabethes
Sabethes es un género de insectos, de la familia Culicidae, principalmente arbóreos, que se reproducen en las cavidades de las plantas. Se encuientran en América Central y América del Sur. La especie tipo es Sabethes locuples, descrita por Jean-Baptiste Robineau-Desvoidy en 1827.
Generalmente, están notablemente ornamentados con escamas metálicas brillantes. Las antenas de las hembras de algunas especies tienen espirales flagelares largos y densos que se asemejan a los de los machos de la mayoría de los otros géneros de mosquitos.

## Importancia médica
Algunas especies de Sabethes transmiten la fiebre amarilla a los humanos y a los monos. Sabethes chloropterus ha sido encontrado infectado con el virus de la encefalitis de San Luis y con el virus de Ilhéus.

## Especies
Se reconocen las siguientes:
- Sabethes albiprivus
- Sabethes amazonicus
- Sabethes aurescens
- Sabethes batesi
- Sabethes belisarioi
- Sabethes bipartipes
- Sabethes chloropterus
- Sabethes conditus
- Sabethes cyaneus
- Sabethes fabricii
- Sabethes forattinii
- Sabethes glaucodaemon
- Sabethes gorgasi
- Sabethes gymnothorax
- Sabethes hadrognathus
- Sabethes identicus
- Sabethes idiogenes
- Sabethes ignotus
- Sabethes intermedius
- Sabethes lanei
- Sabethes lutzii
- Sabethes luxodens
- Sabethes melanonymphe
- Sabethes nitidus
- Sabethes ortizi
- Sabethes paradoxus
- Sabethes paraitepuyensis
- Sabethes petrocchiae
- Sabethes purpureus
- Sabethes quasicyaneus
- Sabethes schnusei
- Sabethes shannoni
- Sabethes soperi
- Sabethes spixi
- Sabethes tarsopus
- Sabethes tridentatus
- Sabethes undosus
- Sabethes whitmani
- Sabethes xenismus
- Sabethes xhyphydes